# Borowiny (powiat bełchatowski)
Borowiny – osada leśna w Polsce położona w województwie łódzkim, w powiecie bełchatowskim, w gminie Kluki, ok. 0,5 km na wschód od miejscowości Podwódka.
Na terenie osady znajdują się gajówka oraz leśniczówka ze szkółką leśną.
W latach 1975–1998 miejscowość administracyjnie należała do województwa piotrkowskiego.